# Seznam vrcholů v Podorlické pahorkatině

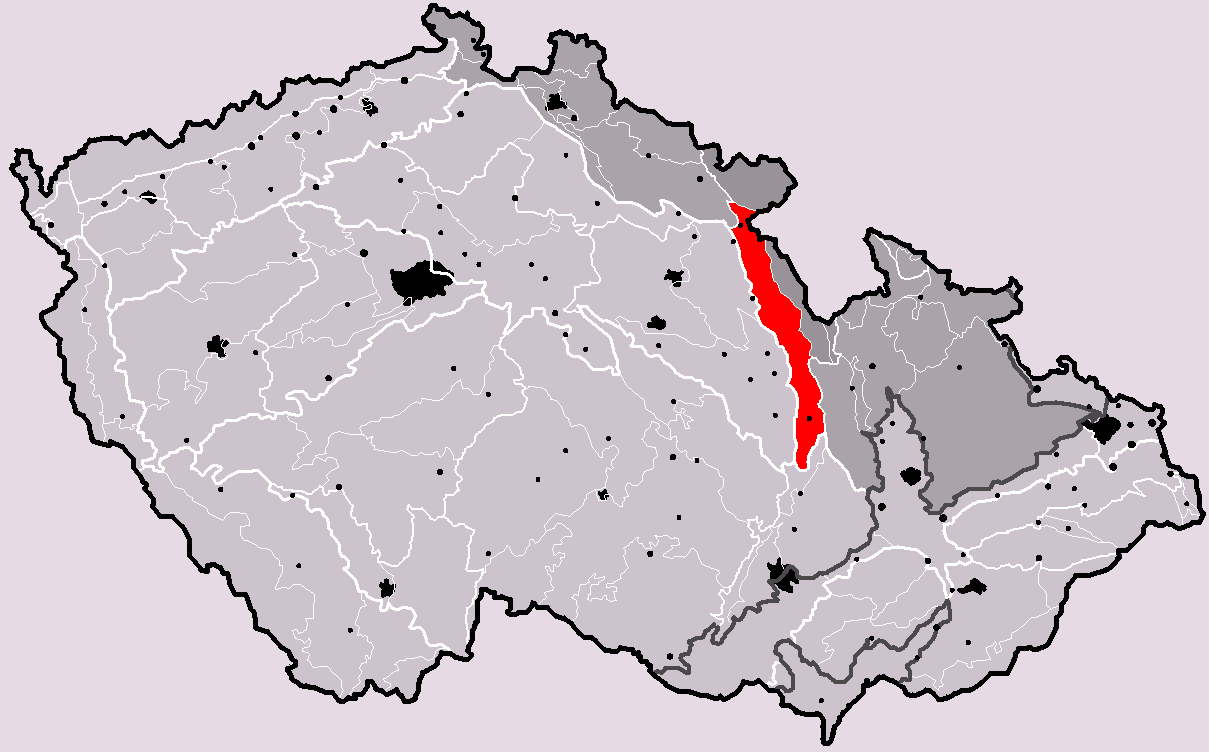
Podorlická pahorkatina na mapě České republiky

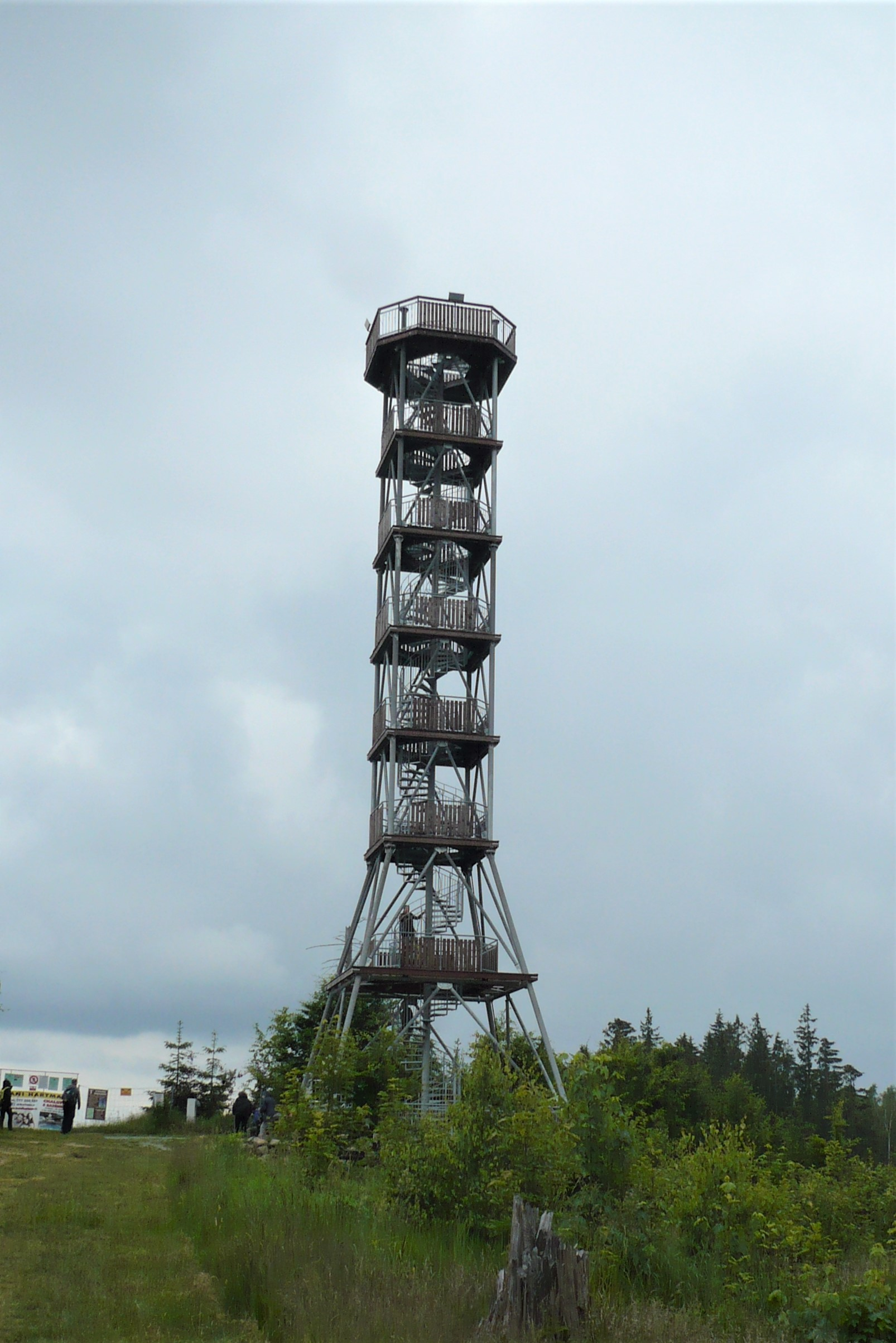
Feistův kopec (710 m)

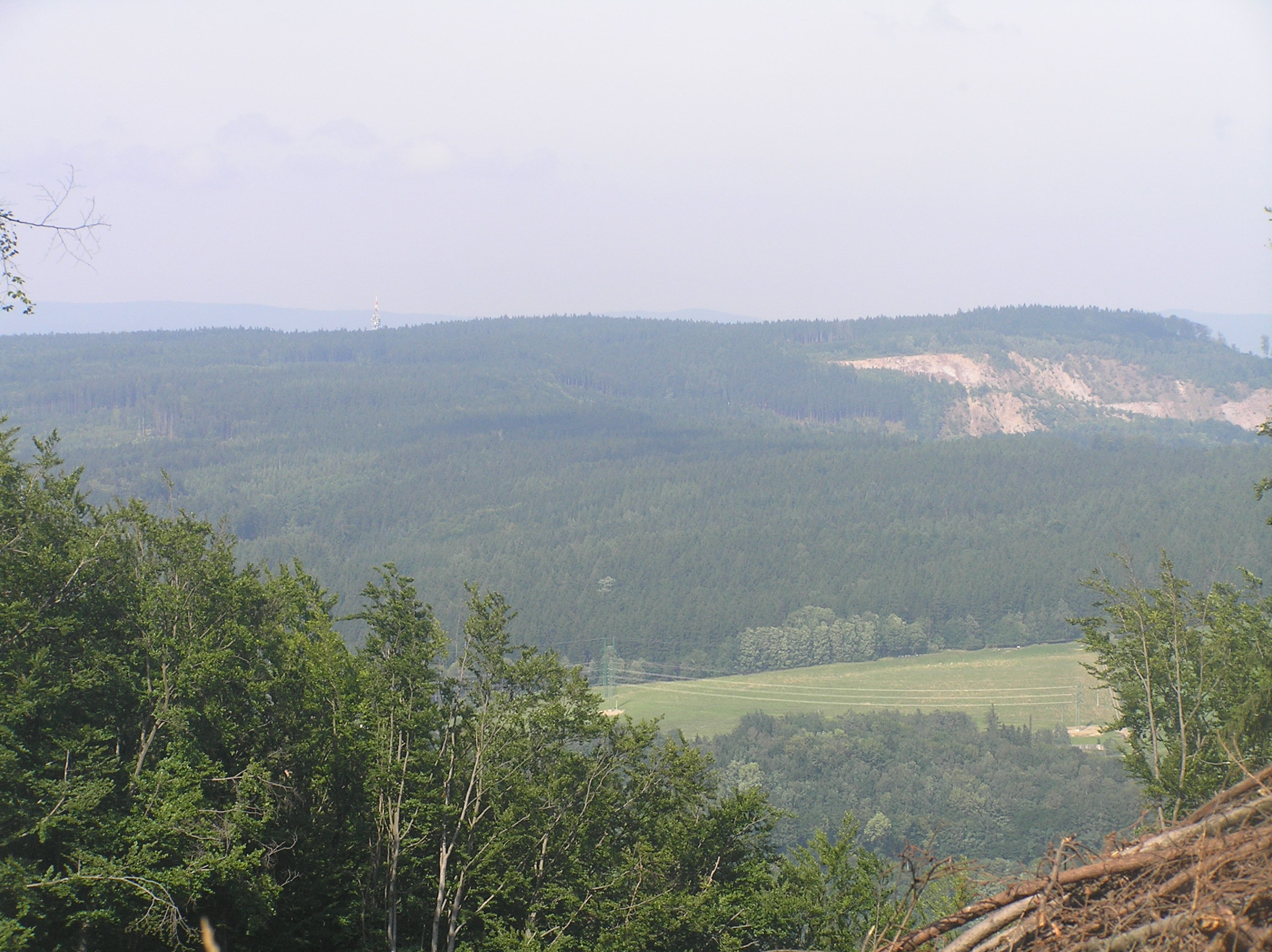
Chlum (603 m)

Seznam vrcholů v Podorlické pahorkatině obsahuje pojmenované podorlické vrcholy s nadmořskou výškou nad 650 m a dále všechny vrcholy s prominencí (relativní výškou) nad 100 m. Seznam je založen na údajích dostupných na stránkách Mapy.cz a ze základních topografických map ČR. Jako hranice pohoří byla uvažována hranice stejnojmenného geomorfologického celku.

## Seznam vrcholů podle výšky
Seznam vrcholů podle výšky obsahuje všechny pojmenované vrcholy s nadmořskou výškou nad 650 m. Celkem jich je 19, z toho 2 s výškou nad 800 m a 8 s výškou nad 700 m. Nejvyšší horou je Špičák s nadmořskou výškou 841 m, který se nachází v geomorfologickém okrsku Sedloňovská vrchovina.
| #   | Vrchol           | Výška m n. m. | Souřadnice                       | Okrsek                 | Přístup                   |
| --- | ---------------- | ------------- | -------------------------------- | ---------------------- | ------------------------- |
| 1.  | Špičák           | 841           | 50°18′40″ s. š., 16°19′38″ v. d. | Sedloňovská vrchovina  | neznačeno                 |
| 2.  | Plasnický Špičák | 834           | 50°18′18″ s. š., 16°19′52″ v. d. | Sedloňovská vrchovina  | neznačeno                 |
| 3.  | Chřiby           | 776           | 50°19′23″ s. š., 16°18′26″ v. d. | Sedloňovská vrchovina  | neznačeno                 |
| 4.  | Skutina          | 742           | 50°21′15″ s. š., 16°17′36″ v. d. | Sedloňovská vrchovina  | neznačeno                 |
| 5.  | Podolský kopec   | 737           | 50°15′37″ s. š., 16°21′35″ v. d. | Sedloňovská vrchovina  | neznačeno                 |
| 6.  | Čihadlo          | 713           | 50°20′58″ s. š., 16°16′49″ v. d. | Sedloňovská vrchovina  | neznačeno                 |
| 7.  | Feistův kopec    | 710           | 50°22′41″ s. š., 16°19′02″ v. d. | Sedloňovská vrchovina  | zelená turistická značka  |
| 8.  | Ovčár            | 707           | 50°16′54″ s. š., 16°20′54″ v. d. | Sedloňovská vrchovina  | neznačeno                 |
| 9.  | Bělá             | 682           | 50°16′03″ s. š., 16°20′05″ v. d. | Sedloňovská vrchovina  | neznačeno                 |
| 10. | Červený kopec    | 680           | 50°21′54″ s. š., 16°18′15″ v. d. | Sedloňovská vrchovina  | neznačeno                 |
| 11. | Kobylinka        | 670           | 50°19′43″ s. š., 16°17′11″ v. d. | Sedloňovská vrchovina  | neznačeno                 |
| 12. | Vlčí hora        | 666           | 50°16′05″ s. š., 16°18′47″ v. d. | Sedloňovská vrchovina  | neznačeno                 |
| 13. | Pohlův kopec     | 659           | 50°10′21″ s. š., 16°28′40″ v. d. | Rokytnická pahorkatina | modrá turistická značka   |
| 14. | Sobina           | 658           | 50°12′24″ s. š., 16°22′53″ v. d. | Sedloňovská vrchovina  | neznačeno                 |
| 15. | Smolův kopec     | 657           | 50°18′35″ s. š., 16°16′54″ v. d. | Sedloňovská vrchovina  | neznačeno                 |
| 16. | Liebichův kopec  | 657           | 50°15′18″ s. š., 16°20′02″ v. d. | Sedloňovská vrchovina  | neznačeno                 |
| 17. | Syrovec          | 657           | 50°16′36″ s. š., 16°18′15″ v. d. | Sedloňovská vrchovina  | neznačeno                 |
| 18. | Šibeník          | 655           | 50°21′48″ s. š., 16°15′18″ v. d. | Sedloňovská vrchovina  | červená turistická značka |
| 19. | Homole           | 654           | 50°09′44″ s. š., 16°29′27″ v. d. | Rokytnická pahorkatina | neznačeno                 |

## Seznam vrcholů podle prominence
Seznam vrcholů podle prominence obsahuje všechny podorlické vrcholy s prominencí (relativní výškou) nad 100 m bez ohledu na nadmořskou výšku. Celkem jich je 11. Nejprominentnějším vrcholem je Chlum (180 m), nejvyšší Špičák má prominenci 118 m.
| #   | Vrchol              | Výška m n. m. | Promi- nence | Izolace (km)                | Souřadnice                       | Přístup                  |
| --- | ------------------- | ------------- | ------------ | --------------------------- | -------------------------------- | ------------------------ |
| 1.  | Chlum               | 603           | 180          | 11,0 → Rýneček              | 50°05′41″ s. š., 16°21′23″ v. d. | neznačeno                |
| 2.  | Hušák               | 626           | 179          | 09,0 → U Mariánského obrazu | 49°41′09″ s. š., 16°42′08″ v. d. | zelená turistická značka |
| 3.  | Dubina              | 553           | 170          | 04,5 → Kamenná              | 49°46′32″ s. š., 16°40′51″ v. d. | neznačeno                |
| 4.  | Hůrka u České Rybné | 558           | 140          | 03,2 → Chlum                | 50°04′45″ s. š., 16°24′04″ v. d. | neznačeno                |
| 5.  | Rychnovský vrch     | 541           | 140          | 05,7 → Dubina               | 49°49′49″ s. š., 16°39′36″ v. d. | neznačeno                |
| 6.  | Kraví hora          | 583           | 134          | 03,0 → Hušák                | 49°40′24″ s. š., 16°39′45″ v. d. | neznačeno                |
| 7.  | Dvorská             | 594           | 126          | 04,7 → Hušák                | 49°43′41″ s. š., 16°40′13″ v. d. | neznačeno                |
| 8.  | Doubravice          | 477           | 119          | 02,6 → Horka                | 49°43′19″ s. š., 16°44′04″ v. d. | neznačeno                |
| 9.  | Špičák              | 841           | 118          | 02,2 → Kamenný vrch         | 50°18′40″ s. š., 16°19′38″ v. d. | neznačeno                |
| 10. | Koníček             | 507           | 110          | 00,7 → Na vartě             | 50°22′22″ s. š., 16°11′09″ v. d. | žlutá turistická značka  |
| 11. | Ve vrších           | 590           | 100          | 02,7 → Vlkov                | 49°35′10″ s. š., 16°37′38″ v. d. | neznačeno                |